# Örjan Sjögren (konstnär)
Karl Örjan Sjögren, född 18 juni 1942 i Hassela församling, Gävleborgs län, är en svensk målare och tecknare.
Han är son till Helge Ossian Sjögren och Gertrud Kristina Säll. Sjögren studerade dekorativ målning vid Konstfackskolan 1963–1965 och fortsatte därefter sina studier vid Högre konstindustriella skolan. Hans konst består av abstrakta motiv i olja eller tuschteckningar. Han medverkade i Nationalmuseums utställning Unga tecknare och i ett flertal samlingsutställningar. 